# Albach (Fernwald)
Albach is een plaats in de Duitse gemeente Fernwald, deelstaat Hessen, en telt 1120 inwoners.

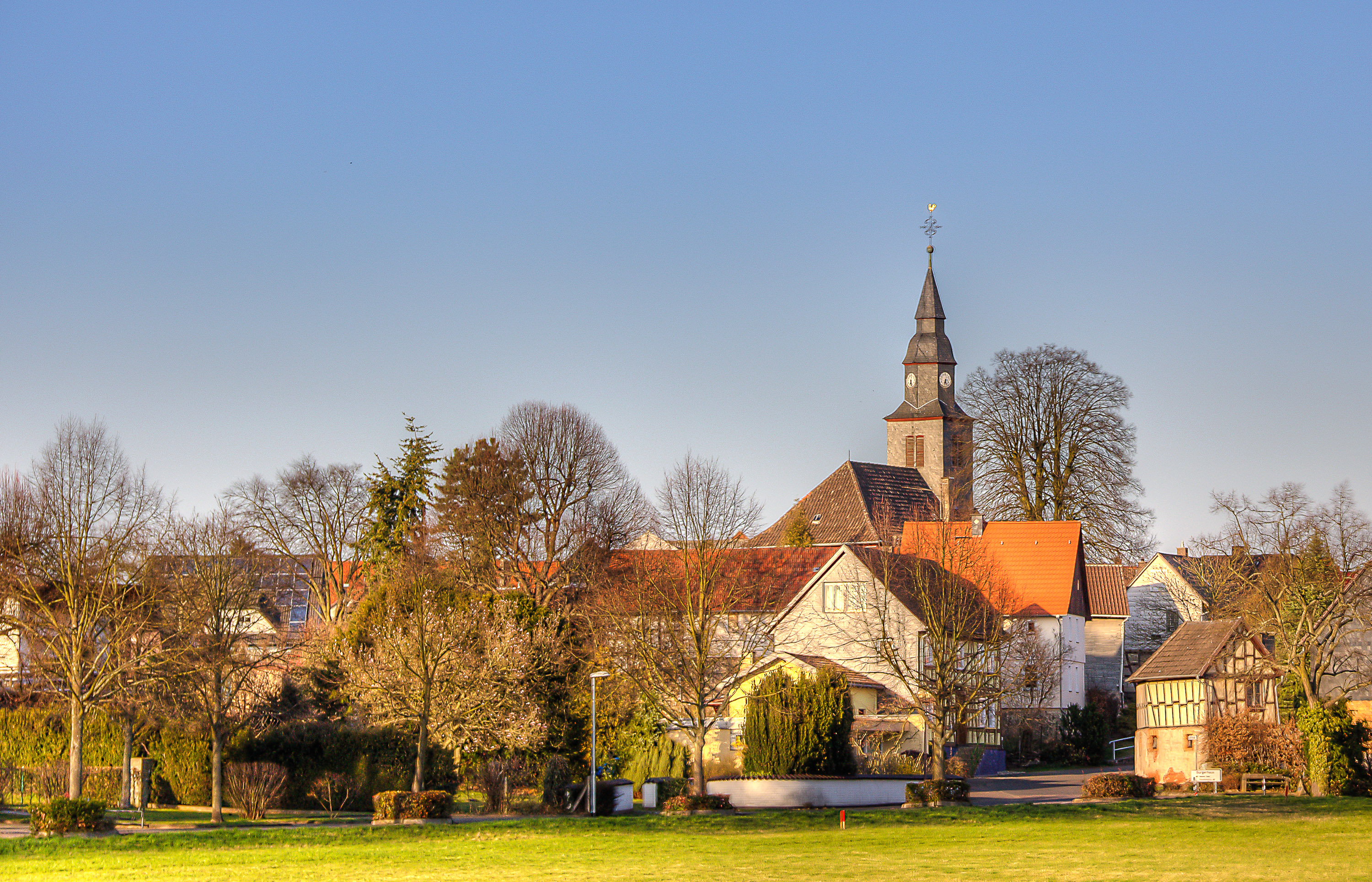
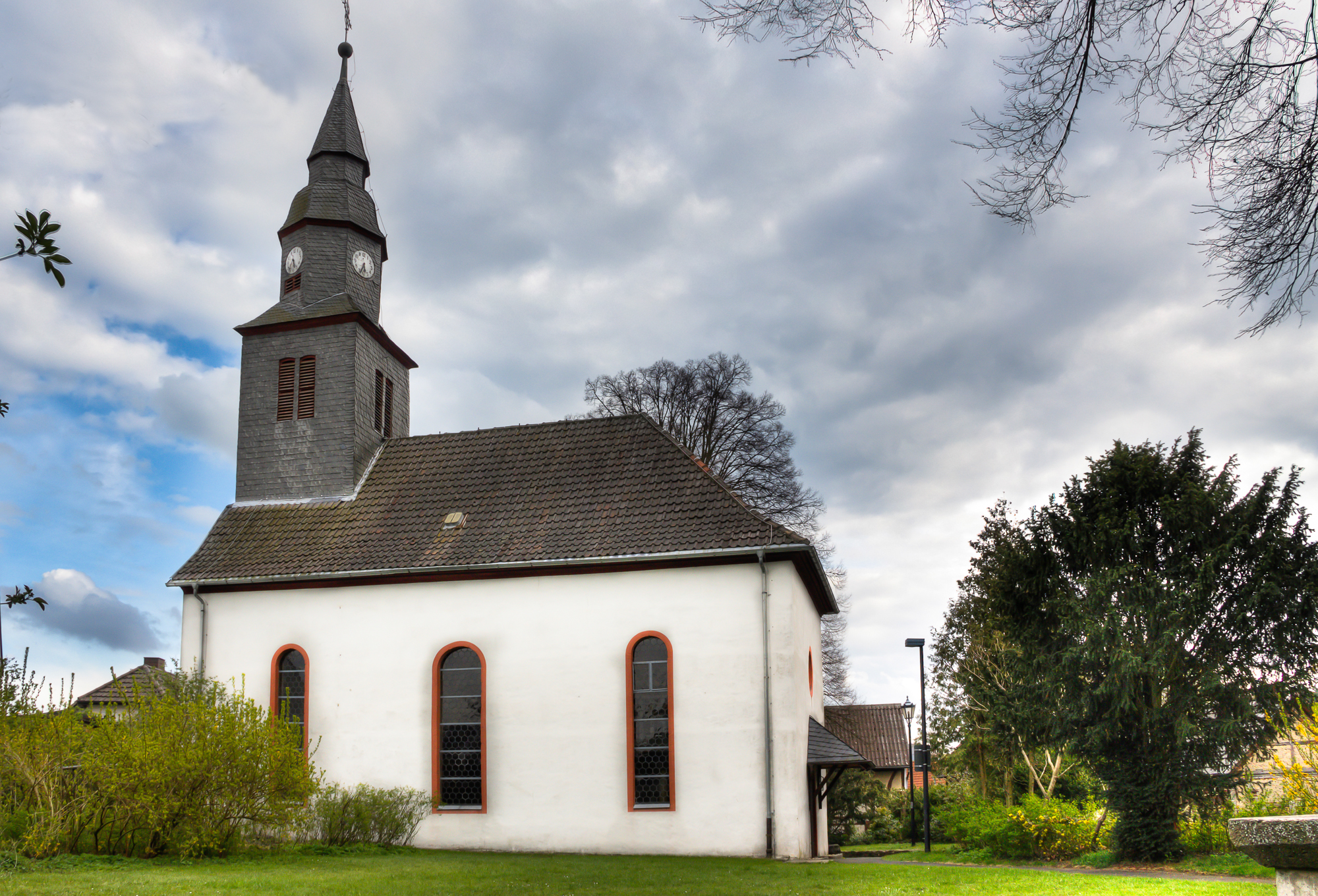